# Kutuku
Kutuku è un villaggio del Botswana situato nel distretto Meridionale, sottodistretto di Ngwaketse West. Il villaggio, secondo il censimento del 2011, conta 166 abitanti.